# Sipadan
Sipadan je neobydlený ostrov v Celebeském moři 36 km od pobřeží Bornea, který patří k malajskému státu Sabah. Je dlouhý 600 metrů a široký 250 metrů, má rozlohu 13 hektarů. Je tvořen korály rostoucími na 600 metrů vysoké vyhaslé podmořské sopce a jako jediný malajský ostrov neleží na kontinentálním šelfu.
Moře okolo Sipadanu patří díky čisté vodě a bohaté fauně k nejvyhledávanějším potápěčským lokalitám na světě, vyhlášené jsou zejména oblasti Barracuda Point a Turtle Cavern. Vyskytuje se zde žralok velrybí, žralok kladivoun, žralok spanilý, ploskozubec vysokočelý, muréna nosatá, vřeténka ozdobná, kareta obrovská, kareta pravá nebo chobotnice kroužkovaná. Od roku 1933 je ostrov přírodní rezervací, v roce 2004 byl režim ochrany zpřísněn a návštěva je již možná pouze na zvláštní povolení, přičemž není dovoleno zůstat přes noc.
Na Sipadan a sousední ostrov Ligitan si činí nároky také Indonésie, v roce 2002 rozhodl Mezinárodní soudní dvůr ve prospěch Malajsie. V dubnu 2000 napadli Sipadan bojovníci ze skupiny Abú Sajjáf a unesli skupinu turistů a domorodých zaměstnanců resortu.